# Murtin-et-Bogny
Murtin-et-Bogny är en kommun i departementet Ardennes i regionen Grand Est (tidigare regionen Champagne-Ardenne) i nordöstra Frankrike. Kommunen ligger  i kantonen Renwez som ligger i arrondissementet Charleville-Mézières. År 2022 hade Murtin-et-Bogny 175 invånare.

## Befolkningsutveckling
Antalet invånare i kommunen Murtin-et-Bogny
Referens: INSEE